# 布里卡馬
布里卡馬（英語：Brikama）是西非國家岡比亞的城市，也是西部區的首府，位於首都班珠爾以南，以木雕和音樂家聞名，2010年人口估計約94,838，是全國第二大城市。

## 外部連結
Brikama Accommodation, Photos & Information （页面存档备份，存于）
13°16′N 16°39′W / 13.267°N 16.650°W